# 1982年太平洋颱風季
| 太平洋颱風季             |
| 主題頁 - 專題 - 編輯指南 |

1982年太平洋颱風季泛指在1982年全年內的任何時間，於赤道以北及國際換日線以西的太平洋水域，以及南中國海所產生的熱帶氣旋。雖然有關方面並沒有設下本颱風季的指定期限，但大部份於西北太平洋的熱帶氣旋通常都會於五月至十二月期間形成。。
本條目的範圍僅侷限於赤道以北及國際換日線以西的太平洋及南海的水域。於赤道以北及國際換日線以東的太平洋水域產生的風暴則被稱為颶風，並被列入1982年
以下各熱帶氣旋資訊以熱帶氣旋存在期間的最強形態為準。

## 已被國際命名的熱帶氣旋
在1982年，有26個熱帶低氣壓形成。

### 強烈熱帶風暴瑪媚（Mamie）
PAGASA:Akang

### 颱風納爾遜（Nelson）
PAGASA:Bising

### 颱風帕特（Pat）
PAGASA:Klaring

### 熱帶風暴戴絲（Tess）
英屬香港
- 香港懸掛之最高热带气旋警告信号： 八號東北烈風或暴風信號

天文台在6月28日正午12時懸掛一號戒備信號，當時戴絲集結在香港以南約560公里。同日黃昏時間影響香港的偏東風有所增強，因此天文台在28日下午7時10分改掛三號強風信號。6月29日香港持續受偏東強風影響，大老山及橫瀾島的最高陣風分別為每小時98及87公里。29日開始轉受偏北風影響。29日開始轉吹強風程度東北風，風力一度逼近烈風程度。天文台在同日下午4時15分改掛八號東北烈風或暴風信號。當時杰拉爾集結在香港以南約430公里，離岸受偏東烈風影響但晚間風勢有所緩和。6月30日日間香港風力因戴絲減弱而有所緩和。戴絲在7月1日上午3時最接近香港，於香港東南約90公里掠過。天文台在7月1日上午5時左右錄得最低瞬時海平面氣壓996.1百帕斯卡。同日早上香港逐漸轉受偏北風影響，天文台在上午6時10分改掛三號強風信號。隨著戴絲繼續遠離，所有信號在7月1日下午6時40分除下。
香港在6月28日普遍天晴酷熱。6月29日至7月2日有雨。7月1日至3日期間，每日早上都有雷暴。隨後幾日香港受大驟雨影響。

### 熱帶風暴華爾（Val）
PAGASA:Deling

### 強烈熱帶風暴雲露娜（Winona）
PAGASA:Emang

### 颱風安迪（Andy）
PAGASA:Iliang

### 颱風賽西爾（Cecil）
PAGASA:Loleng

### 颱風黛蒂（Dot）
PAGASA:Miding

### 颱風愛莉斯（Ellis）
PAGASA:Oyang

### 颱風菲爾（Faye）
PAGASA:Norming

### 強烈熱帶風暴荷貝（Hope）
PAGASA:Pasing

### 颱風伊文（Irving）
PAGASA:Ruping

### 颱風茱迪（Judy）
PAGASA:Susang

### 颱風肯恩（Ken）
PAGASA:Tering

### 颱風麥克（Mac）
PAGASA:Uding

### 颱風蘭茜（Nancy）
PAGASA:Weling

### 颱風柏美娜（Pamela）
PAGASA:Aning

### 強烈熱帶風暴羅傑（Roger）
PAGASA:Bidang

## 未被國際命名的熱帶氣旋

### 熱帶低氣壓
PAGASA:Gading
PAGASA:Heling

### 熱帶低氣壓25W
PAGASA:Yaning

## 熱帶氣旋名單
| - Andy 10W - Bess 11W - Cecil 12W - Dot 13W - Ellis 14W - Faye 15W - Gordon 16W - Hope 17W - Irving 18W - Judy 19W - Ken 20W - Lola 21W - Mac 23W - Nancy 24W - Owen 26W - Pamela 27W - Roger 28W - Sarah - Tip - Vera - Wayne | - Abby - Ben - Carmen - Dom - Ellen - Forrest - Georgia - Herbert - Ida - Joe - Kim - Lex - Marge - Norris - Orchid - Percy - Ruth - Sperry - Thelma - Vernon - Wynn | - Alex - Betty - Cary - Dinah - Ed - Freda - Gerald - Holly - Ike - June - Kelly - Lynn - Maury - Nina - Ogden - Phyllis - Roy - Susan - Thad - Vanessa - Warren | - Agnes - Bill - Clara - Doyle - Elsie - Fabian - Gay - Hal - Irma - Jeff - Kit - Lee - Mamie 1W - Nelson 2W - Odessa 3W - Pat 4W - Ruby 5W - Skip 7W - Tess 6W - Val 8W - Winona 9W |